# Redemption I (Stargate SG-1)
Redemption I (Redención, Parte 1) es el primer episodio de la sexta temporada de la serie de televisión de ciencia ficción Stargate SG-1. Corresponde a la Parte 1 de 2 capítulos, siendo seguida por Redemption II. Es también el episodio N.º 111 de toda la serie.

## Trama
Los nativos de un planeta fuerzan al SG-1 a huir, mientras que el 4.º miembro del equipo se disculpa con el Coronel O'Neill por su error. Logran cruzar el portal, seguidos por una lanza, no obstante, el nuevo cuarto miembro, el Capitán Hagman, es aturdido con un dardo.
Más adelante, Carter invita a Jonas, el Kelownan desertor, al Aérea 51 junto al SG-1. Allí encuentran al nuevo caza de la fuerza área, el X-302, ya terminado. Su principal característica es un motor Hiperespacial a base de Naquadriah.
De vuelta en el SGC, O'Neill va a hablar con Hammond y el Coronel Chekov, quien desea a un ruso como el nuevo 4.º miembro del SG-1; Jack rechaza la oferta. En tanto, Carter discute sobre el X-302 con Jonas, quien admite que él desea ser miembro del SG-1. Jonas entonces entrena con Teal'c y le habla sobre la desconfianza que O'Neill tiene hacia él, ya que al parecer lo culpa por la partida de Daniel. Acuerdan que Teal'c hablara con el Coronel, pero luego la alarma suena y Bra'tac llega. Él le informa a Teal'c que Drey'auc está muy enferma, por lo que ambos regresan al mundo Jaffa donde esta ella.
Jonas después se haya hablando con Carter sobre Teal'c, cuando el Coronel Chekov aparece muy enojado, ya que se ha enterado de la existencia del X-302. Repentinamente, mientras Chekov habla con Hammond sobre esto, el Portal se activa nuevamente. Aunque nada la atraviesa, la Puerta se mantiene abierta por más de 38 minutos (tiempo límite). Sin embargo, pronto descubren que si hay energía pasando, pero que ésta es tan pequeña que a simple vista no se detecta.
En otro planeta, Teal'c habla con Bra'tac sobre la situación cuando un enojado Rya'c sale de una tienda y revela que su madre ha muerto, dejando a Teal'c pasmado. Él entonces habla con Rya'c, quien al principio desea matarlo pero que después comienza solo a golpearlo fuertemente. Bra'tac lo detiene poco después, pero Rya'c sigue enojado. Al anochecer el cuerpo de Drey'auc es quemado en un funeral Jaffa. Es entonces cuando Teal'c habla con su hijo, y logra reconciliarse con él finalmente.
Mientras en el SGC, Carter informa que la energía que está pasando por el Portal, terminara por hacerlo estallar. Como consecuencia de la explosión, la Tierra quedara inhabitable. Poco después, el Dr. Rodney McKay llega para ayudar, pero al no conseguir una forma para detener la acumulación de energía, Carter sugiere usar el X-302 para llegar a Abydos y luego contactar a los Asgard. O’Neill y Carter entonces abordan la aeronave, pero en ese momento, Jonas dice que el motor Hiperespacial no funcionara debido a la inestabilidad del Naquadria. Aun así, el X-302 despega, pero al intentar activar la hiperpropulsión pierden la ventana y la misión es cancelada.
En tanto, un Jaffa llega en un Tel'tak y le informa a Teal'c que Anubis está atacando a la Tierra por el Portal con una nueva arma. Bra'tac entonces comienza a marcar los mundos que pertenecen a Anubis, y si uno no se conecta, posiblemente sea el punto de origen del ataque.
Luego en el SGC, Carter admite que el problema es la inestabilidad del Naquadria, a lo que O’Neill le responde que confía en que lo solucionará. En ese momento, las luces empiezan a pestañar y ambos van hacia la sala del Portal. Allí aparece un holograma de Anubis, que declara, de manera muy dramática para molestia de O'Neill, que su destrucción está cerca.

## Artistas invitados
- Tony Amendola como Bra'tac.
- Christopher Kennedy como el Dr. Larry Murphy.
- David Hewlett como el Dr. Rodney McKay.
- Gary Chalk como el Coronel Chekov.
- Neil Denis como Rya'c.
- Gary Jones como Walter Harriman.
- Tobias Mehler como el Teniente Simmons.
- David Palffy como Anubis.
- Aleks Paunovic como Shaq'rel
- Ivan Cermak como el Capitán Hagman.
- Craif McNair como Técnico.
- Carrie Richie como Técnico.
- Dan Shea como Siler.
- Michael Soltis como médico.